# Parastenella pacifica
Parastenella pacifica is een zachte koraalsoort uit de familie Primnoidae. De koraalsoort komt uit het geslacht Parastenella. Parastenella pacifica werd in 2007 voor het eerst wetenschappelijk beschreven door Cairns. 